# Province de Huaral
La province de Huaral (en espagnol : Provincia de Huaral) est l'une des neuf provinces de la région de Lima, dans le centre du Pérou. Son chef-lieu est la ville de Huaral.

## Géographie
La province couvre une superficie de 3 655,70 km2. Elle est limitée au nord par la province de Huaura, au sud par les provinces de Canta et de Lima, à l'est par la province de Pasco (région de Pasco) et la province de Yauli (région de Junín), à l'ouest par l'océan Pacifique.

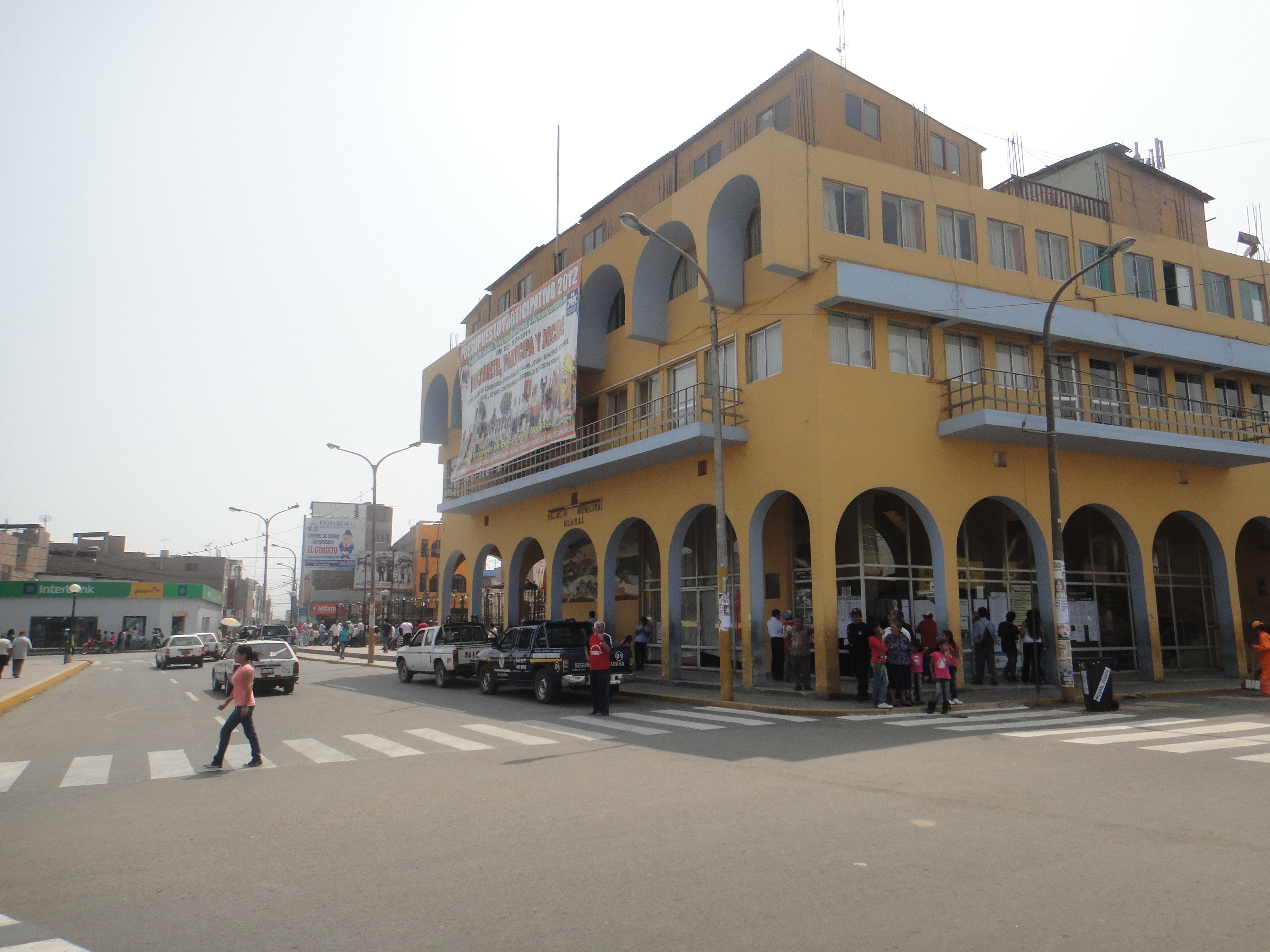
Hôtel de ville de Huaral, province de Huaral, Pérou

## Population
La population de la province s'élevait à 164 660 habitants en 2007.

## Subdivisions
La province de Huaral est divisée en seize districts :
- 27 de noviembre
- Atavillos Alto
- Atavillos Bajo
- Aucallama
- Chancay
- Huaral
- Ihuarí
- Lampían
- Pacaraos
- Santa Cruz de Andamarca
- Sumbilca
- San Miguel de Acos